# Louise Popelin
Pour les articles homonymes, voir Popelin.
Louise Popelin, née à Schaerbeek le 11 avril 1850 et morte en 1937, est une institutrice, pharmacienne et féministe belge. Sœur de Marie Popelin, elle est la première étudiante en pharmacie de l'Université libre de Bruxelles et l'une des fondatrice de la Ligue du droit des femmes.

## Biographie

### Origine
Louise Popelin est issue d’une famille bourgeoise et cultivée de quatre enfants. Elle est la sœur de Marie Popelin, première femme belge docteur en droit, en 1888.

### Carrière professionnelle
Institutrice, elle enseigne d'abord à Bruxelles, puis à Mons. Elle reprend des études supérieures de sciences naturelles en septembre 1880, de retour à Bruxelles. Elle fait alors partie des trois premières femmes à réaliser des études universitaires dans le pays  (avec Emma Leclercq et Marie Destrée). Elle réalise ensuite une formation complémentaire en pharmacie à partir de 1886. Elle devient pharmacienne « avec distinction » en 1887. Elle devient la première pharmacienne de Bruxelles avec l'ouverture de sa propre officine.

### Engagement féministe
En 1892, elle fonde avec sa sœur Marie Popelin la Ligue du droit des femmes et dont elle est déléguée à Toronto lors du conseil international des femmes en 1909.